# Кировское (Воронежская область)
Ки́ровское — посёлок в Панинском районе Воронежской области.
Входит в состав Октябрьского сельского поселения.

## Население
| 2000 | 2005 | 2010 |
| ---- | ---- | ---- |
| 322  | ↘277 | ↘246 |

## Улицы
| - ул. Дачная, - ул. Заречная, - ул. Мира, | - ул. Садовая, - ул. Центральная, - ул. Школьная. |